# گمینا لوباوا
گمینا لوباوا (به لهستانی:  Gmina Lubawa) یک گمینا در لهستان است که در شهرستان ایواوا واقع شده‌است. گمینا لوباوا ۲۳۶٫۶۴ کیلومتر مربع مساحت و ۱۰٬۴۳۵ نفر جمعیت دارد.